# 热拉尔·德·里德福
热拉尔·德·里德福（法語：Gérard de Ridefort；？—1189年），中世纪十字军骑士，佛兰德人，第10任圣殿骑士团大团长（1185年—1189年在任）。其任期与第三次十字军东征前夕的重大事件密切相关，包括哈丁战役与耶路撒冷的陷落。

## 生平

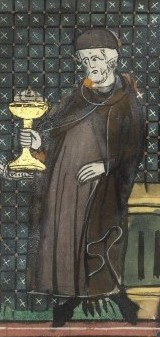
1337年关于热拉尔的一幅插画

热拉尔原为佛兰德贵族，早年赴中东参加十字军，初期效忠于的黎波里伯爵雷蒙德三世，后因私人恩怨转而支持耶路撒冷国王居伊·德·吕西尼昂，并成为其亲信。1185年，热拉尔当选为圣殿骑士团大团长。他主张对穆斯林采取强硬态度，反对与萨拉丁议和。1187年，率团参与卡尔卡城战役（Battle of Cresson），因轻敌致使部队几近全灭。同年又参与哈丁战役，在该战中十字军惨败，耶路撒冷随后被萨拉丁攻陷。他本人在战后被俘，但出于政治原因暂未遭处决。
1189年，热拉尔在阿卡围城战中再度被俘，最终被萨拉丁处决。